# 20th Century LIVE TOUR 2008 オレじゃなきゃ、キミじゃなきゃ
『20th Century LIVE TOUR 2008 オレじゃなきゃ、キミじゃなきゃ』（トゥエンティースセンチュリーライブツアーにせんはち オレじゃなきゃ、キミじゃなきゃ）とは20th Century（トニセン）のライブDVD。

## 概要
- トニセンとしては5年ぶりの全国ツアー「“20th Century LIVE TOUR 2008オレじゃなきゃ、キミじゃなきゃ”」の井ノ原快彦の誕生日（5月17日）公演をDVD化したもの。
- 初回特典CD（DISC-4）の「春を待とう」は井ノ原快彦のソロである。それ以外は20th Centuryで歌っている。
- DISC-1の3番目はメドレーである。
- 初回限定版には特典CD付き。
- 時節、事務所とレコード会社の後輩・タッキー&翼も井ノ原の誕生日祝いも兼ねてライブの観覧に駆けつけ、MC・『Running to the top(SAMURAI入り) 』にも登壇、披露した。

## 収録内容

### DVD
※はV6の原曲、※※はComing Centuryの原曲

#### DISC-1
1. OPENING映像
2. ちぎれた翼
3. 20th medley
  1. Knock me Real
  2. GOAL
  3. ジンクス
  4. Cool
  5. BIG FORCE
  6. Shelter
  7. I'm so happy and High
  8. Lookin' The World
  9. 急げ! 若者
  10. Take it easy
  11. Knock me Real
4. わがままDEソーリー - 長野博
5. 旅立ちの翼※ -坂本昌行・井ノ原快彦
6. GOOD ENOUGH※ - 坂本昌行
7. 夕焼けドロップ - 長野博・井ノ原快彦
8. オレじゃなきゃ、キミじゃなきゃ
9. ユメニアイニ※
10. ユメノサキ

#### DISC-2
1. 春を待とう
2. X.T.C beat
3. BLAZING AGE
4. 20 sensation
5. 愛のMelody※
6. Next Generation
7. Running to the top (SAMURAI入り) feat.タッキー&翼
8. HONEY BEAT※
9. 逢いに行こう
10. Theme of 20th Century※※
11. Dahlia

#### DISC-3
※初回生産限定盤のみ
1. 20th Century LIVE TOUR 2008"オレじゃなきゃ、キミじゃなきゃ"DOCUMENT FILM
2. トニセンぶらり旅
3. トニセン会議中 ～Road to LIVE 2009 & Making of 2008 DVD～

### 特典CD
※初回生産限定盤のみ
1. Know-body Knows
2. SUNDAY, SUNNYDAY
3. Honey
4. 春を待とう - 井ノ原快彦
作詞・作曲：井ノ原快彦、編曲：久米康隆
  - 井ノ原快彦主演 映画『天国は待ってくれる』主題歌